# Åkers församling, Växjö stift
Åkers församling var en församling inom Svenska kyrkan i Östbo-Västbo kontrakt av Växjö stift i västra delen av Jönköpings län, Vaggeryds kommun. Församlingen ingick i Tofteryds pastorat. Församlingen uppgick 2014 i Skillingaryds församling.
Församlings kyrka var Åkers kyrka

## Administrativ historik
Församlingen har medeltida ursprung.
Församlingen var fram till 1962 moderförsamling i pastoratet Åker och Kävsjö. Från 1962 till 1973 var den moderförsamling i Åker, Fryele och Hagshult, från 1973 till 2014 annexförsamling i pastoratet Tofteryd, Åker och Hagshult. Församlingen uppgick 2014 i Skillingaryds församling.